# Cúcuta Gran Hotel
El Cúcuta Gran Hotel es un hotel en construcción en la ciudad colombiana de Cúcuta. Está localizado en Avenida 5ª con Calle 14. El proyecto está a cargo de Real Estate Marketing (REM).

## Servicios
• 199 habitaciones dotadas con especificaciones internacionales.
• Business center con capacidad para 48. Internet WiFi y total conectividad en cada una de las habitaciones.
• Restaurante con capacidad para 60 personas.
• Lounge Bar en Terraza con piscina.
• Lobby Bar con cava.
• Sistema de seguridad integrado con cámaras, monitores y controles de servicios.
• 4 Locales comerciales.
• Conectividad Total y efectividad en todos los servicios.